# 太田稔彦
太田 稔彦（おおた としひこ、1954年〈昭和29年〉4月30日 - ）は、日本の政治家。愛知県豊田市長（4期）。

## 経歴

### 生い立ち
愛知県豊田市生まれ。1973年（昭和48年）、早稲田大学商学部に入学。大学時代は井上ひさしや倉本聰の戯曲を愛読した。1977年（昭和52年）3月、同大学卒業。同年4月1日、豊田市役所に入庁。
2011年（平成23年）4月1日、総合企画部長に就任。

### 2012年豊田市長選挙
市議会最大会派の自民クラブ議員団や民主党系の市民グループ、JA、豊田加茂医師連盟、豊田加茂歯科医師会などでつくる「21世紀の豊かなまちをつくる会」は、豊田市長の後援組織として鈴木公平を支えてきた。2000年（平成12年）の初当選以来会長として組織をまとめてきたJAあいち豊田代表理事組合長の奥田克也が、2011年（平成23年）4月6日に死去。後任に豊田商工会議所前会頭の渡辺祥二が就任。同年9月5日、鈴木は翌年2月の市長選への不出馬を表明。その直後、民主党の中村晋県議は後継者に関して「国政を民主が取って市長までという意識はない。自民に提案していただいた人にお願いしたい。ただし組織の理念から、党派を超えた全方位外交的な人でなければ納得できない」と述べた。「21世紀の豊かなまちをつくる会」は9月14日から後継選びを開始した。
自民党は、2011年2月の愛知県知事選挙で擁立した元総務官僚の重徳和彦を推した。民主党は「労組の理解が得られない」と重徳案に反発し、前述の中村晋県議の名を挙げて対抗した。「21世紀の豊かなまちをつくる会」は分裂を避けるべく、渡辺会長に重徳と中村以外の人選を一任。その結果、同組織は12月13日に太田に出馬要請。12月15日、太田は市役所を退職し、立候補する意向を表明した。
2012年（平成24年）、豊田市長選挙（1月29日告示、2月5日執行）で無投票により初当選。2月19日、市長に就任
2015年（平成27年）6月10日から2016年（平成28年）6月8日まで全国市長会副会長を務めた。 
2016年（平成28年）2月、再選。同年5月25日、中核市市長会副会長に就任。
2019年（令和元年）5月29日、中核市市長会会長に就任。
2020年（令和2年）2月、3期目の当選。投票率は過去最低の36.56％を記録した。

### 2024年豊田市長選挙
2023年（令和5年）11月15日から19日にかけて、世界ラリー選手権の第8回ラリージャパンが開催された。豊田市は地方自治体として初めて運営主体となり、太田は実行委員会会長を務めた。大会は53万6800人の来場者数（沿道応援含む）を集め、成功を収めるが、市議会最大会派の「自民クラブ議員団」（28人）は「豊田スタジアムを競技場として使うことについて相談がなかった」と言って、太田を恨んだ。「3期続いた太田市政を支え、最も協力した自民をないがしろにしている」とまで言った。
同年11月29日、豊田市長を支える後援組織として活動してきた「21世紀の豊かなまちをつくる会」は総会を開催。総会終了後、太田は挨拶に立ち、翌年の市長選に立候補する意向を明らかにした。報道陣をシャットアウトした非公開の場での出馬表明は異例とされた。
豊田市では戦後、市長が4期務めた事例はなく、1964年（昭和39年）に佐藤保が当選して以降、「3期12年」が既定路線となっていた。そのため自民クラブ議員団は太田の表明に反発。同年12月1日、山田主成団長は自民系市議全員に対し「4選は認められない」との方針を示した。同会派は独自候補の擁立を図るが難航。そこへ名乗りを上げたのが、元参議院議員の鈴木政二の娘婿で自民党県議の鈴木雅博だった。12月15日、鈴木は市役所で会見し、市長選挙に立候補する意向を明らかにした。12月22日、太田は4選出馬を正式に表明。連合愛知豊田地域協議会の推薦を得た。
2024年（令和6年）1月24日、太田は市内大林町4丁目に選挙事務所を開設した。地元紙は事務所開設が告示4日前であることを報じ、「太田市長の陣営は市議選に関わったことがあるぐらいの素人の集まりで現在も組織を構築している段階」と揶揄した。鈴木雅博は終盤に入り、決起大会を通じて地盤とする北部の足場固めに入った。45人いる市議会議員の支持候補の内訳は鈴木：34人、太田：9人、支持表明なし：2人。詳細は以下のとおり。
| 会派                 | 人数 | 議員名                   | 支持     |
| -------------------- | ---- | ------------------------ | -------- |
| 自民クラブ議員団     | 28   | --                       | 鈴木雅博 |
| 公明党豊田市議団     | 4    | --                       | 鈴木雅博 |
| 新しい風とよた       | 3    | 岡田耕一（無所属）       | 鈴木雅博 |
| 新しい風とよた       | 3    | 中島竜二（無所属）       | 鈴木雅博 |
| 新しい風とよた       | 3    | 西田久代（れいわ新選組） | 中立     |
| 日本共産党豊田市議団 | 1    | 根本美春                 | 中立     |
| 市民フォーラム       | 9    | --                       | 太田稔彦 |

太田陣営は選挙戦の途中から連合愛知による投票済み証の回収要請を徹底し、組織票の引き締めをした。最終日の2月3日は朝から夜まで事務所の電話30台をフル活動させ、投票を呼びかける電話は約2万件に及んだ。
同年2月4日の投開日、中日新聞社は10か所の投票所で出口調査を行い、その結果を投票締め切りの20時に公表した。日本共産党支持層の約59.7％が鈴木に投票したことが明らかとなった。野党分断を目論む自民党は連合会長の芳野友子を取り込むことに成功するが、芳野の共産アレルギーは年々増すばかりであり、共産党の票は大きく自民候補の鈴木に流れた。その一方で、鈴木は自民党支持層の約49％しか票を集めきれなかったことも明らかとなった。20時以降に開票。太田が鈴木を僅差でかわし、4期目の当選を果たした。
※当日有権者数：331,240人 最終投票率：46.31%（前回比：9.75pts）
| 候補者名 | 年齢 | 所属党派 | 新旧別 | 得票数   | 得票率 | 推薦・支持                     |
| -------- | ---- | -------- | ------ | -------- | ------ | ------------------------------ |
| 太田稔彦 | 69   | 無所属   | 現     | 77,107票 | 50.76% | （推薦）連合愛知豊田地域協議会 |
| 鈴木雅博 | 44   | 無所属   | 新     | 74,796票 | 49.24% |                                |

## 市政
2015年

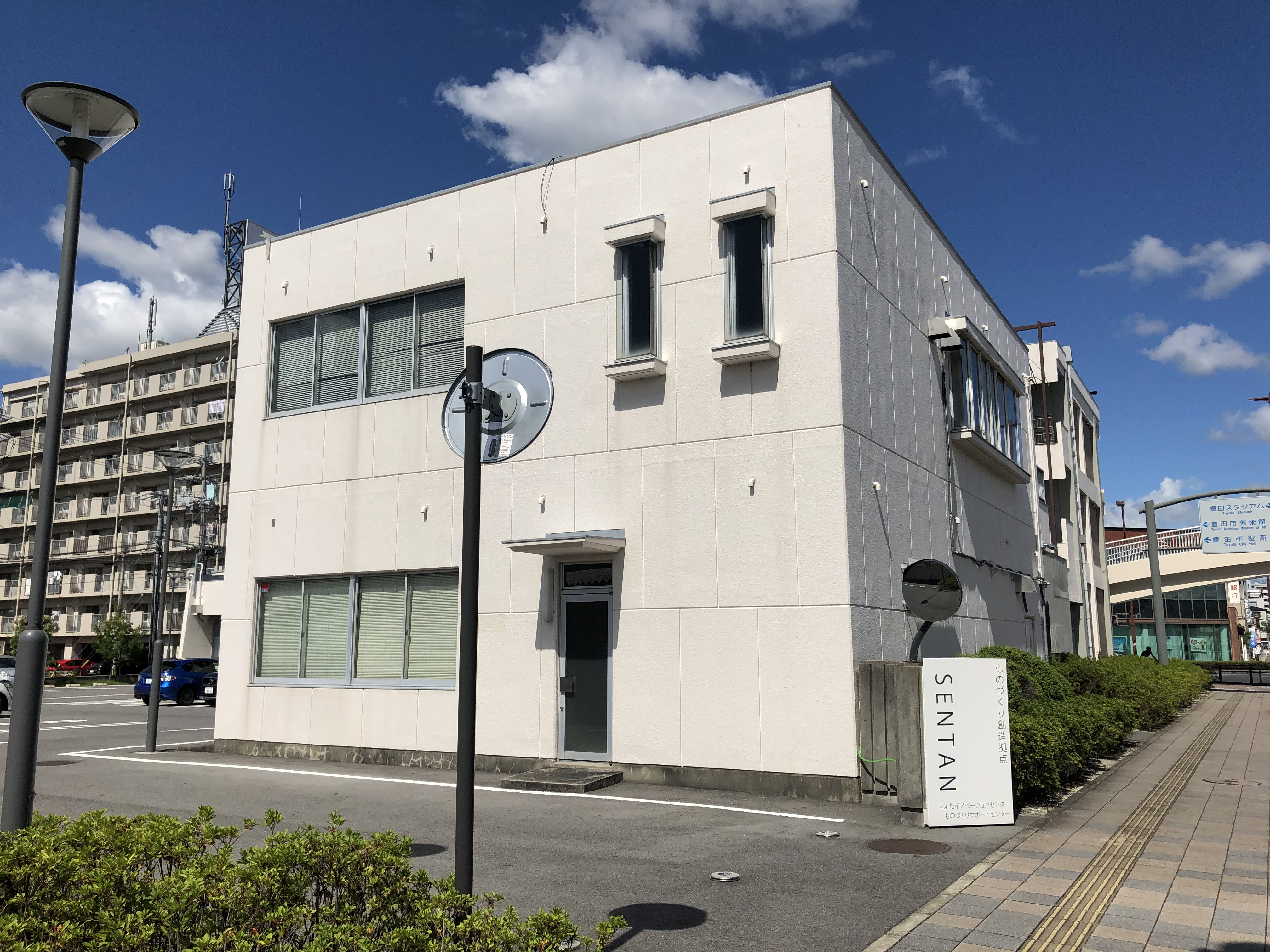
「ものづくりミライ塾」は市内挙母町にある施設「ものづくり創造拠点 SENTAN」で開かれている。

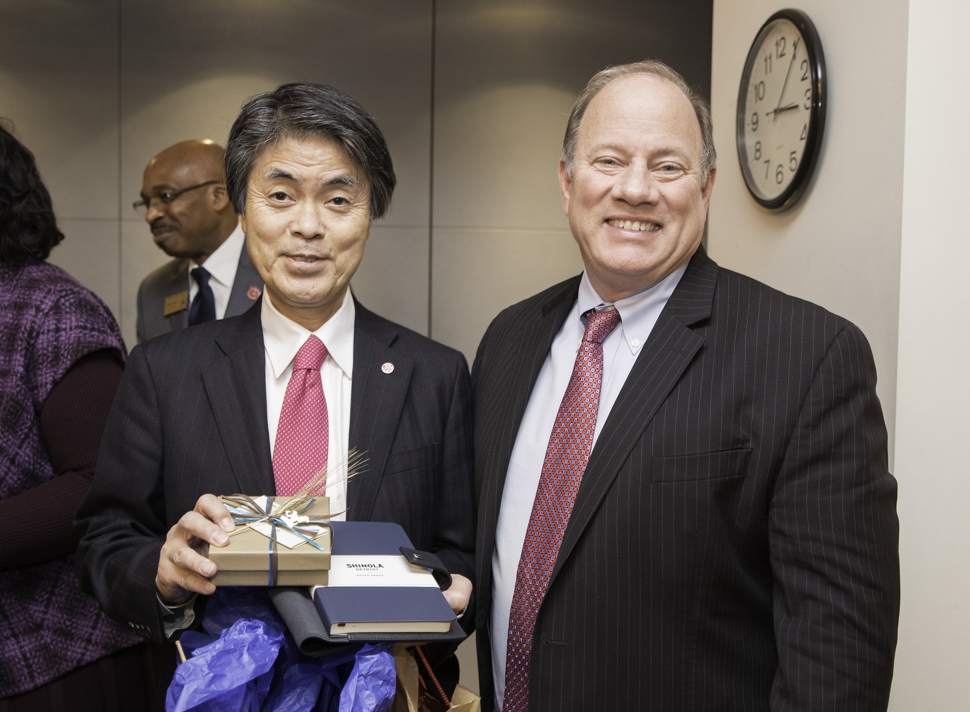
姉妹都市提携しているデトロイト市のマイク・ダガン市長とプレゼント交換をした（2017年11月2日）。

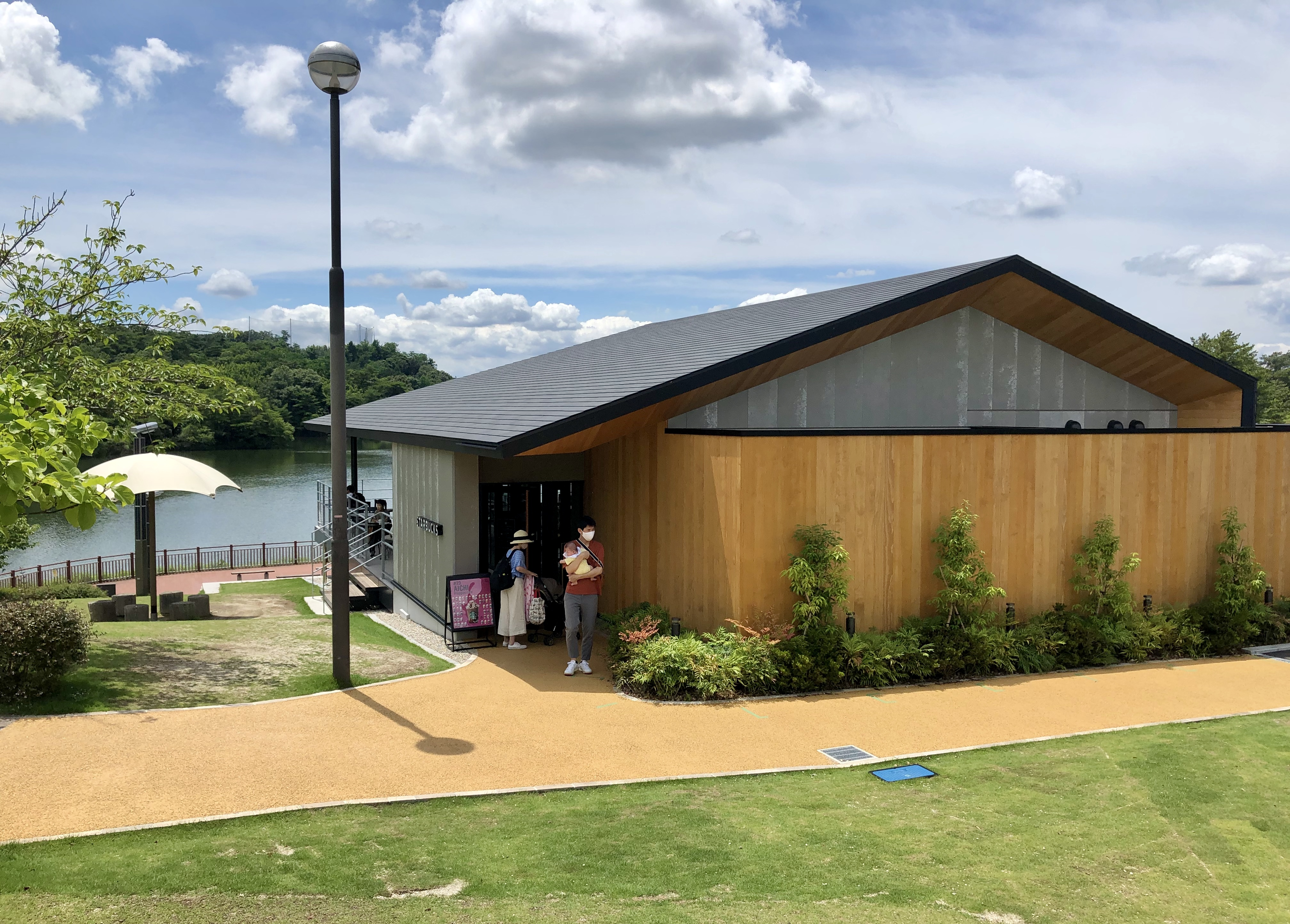
2021年春、民間の力を導入し鞍ケ池公園をリニューアルした。

- 9月、豊田市と市内外の企業等が共同で運営する人材育成事業「ものづくりミライ塾」が開始。トヨタ自動車元社長の豊田英二の遺族からの寄附金が事業費に活用されている[37]。

2016年
- 8月、豊田市スポーツ栄誉賞を創設[38]。

2017年
- 7月14日、豊田市は新潟県三条市のアウトドア総合メーカー、スノーピークと「共働によるまちづくりパートナーシップ協定」を締結した[39][40]。

2018年
- 7月18日、豊田市立梅坪小学校1年の男子児童が熱中症で死亡した事故を受け、小学校の教室のエアコン設置工事を前倒しで進める方針を決めた。従来の計画では、中学校は2019年度、小学校は2020年、2021年度にエアコンの設置を終える予定だった。総事業費は71億円を見込む[41]。
- 11月30日、エアコン設置につき、2019年6月末までに全小中学校に整備ができる目途がたったと発表した[42]。

2019年
- 1月16日、「（仮称）豊田市博物館基本計画」を策定。旧豊田東高等学校跡地（小坂本町5丁目）に新しい博物館を建設する予定[43]。
- 11月29日、市内における二酸化炭素排出量を2050年までに実質ゼロにする「ゼロカーボンシティ」を宣言した。宣言は全国で12例目で、中部地方9県では初めて[44]。
- 12月6日、年末年始に行う仕事納め式と仕事始め式を廃止すると発表。太田は働き方改革の一環と述べ、「業務が多忙な時期に、自分からのねぎらいの言葉がどれほどの意味を持つのかと考えた」と廃止の理由を説明した。愛知県内では初めての試み[45]。

2020年
- 4月20日、新型コロナウイルス感染症をめぐる緊急対策として、休園中のこども園と休校中の小中学校の給食費を7月の学期末まで無償にすると発表した。無償化に伴う約6億円の費用は市が負担する[46][47]。
- 5月5日、新型コロナウイルス感染拡大に伴う緊急事態宣言が延長されたことを受け、総額約15億円の緊急対策第2弾を発表した。水道料金の4カ月間の基本料金免除、売り上げが25％以上減少した市内の中小企業と個人事業主に対する市独自の10万円の給付、給食費無償化の10月30日までの延長などを柱とする[48][49]。
- 6月17日、「ものづくりミライ塾」第1期生と同塾の指導員が発明した「新たな水素ガスの製造方法」が特許権を取得した。三河地域の自治体で特許権を取得したのは豊田市が初めて[37]。
- 8月28日、鞍ケ池公園に民間の力を導入し、キャンプ場やカフェを整備して2021年（令和3年）4月以降の新装オープンを目指すと発表した。市が支出する整備費は5億9,400万円で、他は民間出資となる[50][51]。アウトドア施設は2017年に包括連携協定を締結したスノーピークが直営する[52]。
- 9月17日、災害時に電気自動車の外部給電機能の活用を促す事業「とよたSAKURAプロジェクト」において、市単独ではなく、トヨタ自動車やトヨタホーム、トヨタ系販売会社など8社と連携して行うと発表した。9月下旬から順次着手する[53][54]。

2021年
- 1月5日、トヨタ自動車が前年12月25日に発売した超小型電気自動車「C+pod（シーポッド）」を訪問診療用に活用すると発表した。シーポッドはトヨタが法人や地方自治体向けに限定販売するもので、導入は全国で初めて。当初は燃料電池自動車「MIRAI」を導入する予定だったが、現場職員から「訪問先の道が狭いことも多く、MIRAIでは大きすぎる」と言われ、シーポッドになった[55]。2月1日から豊田地域医療センターで使われている[56]。
- 6月14日、豊田市はアイシン、ATグループと包括連携協定を締結した。同年10月から市内の上郷地区でデマンド型交通サービス「チョイソコ」の運行を開始すると発表[57]。
- 同日、LGBTなど性的少数者のカップルを公的に認める「同性パートナーシップ宣誓制度」を7月中に導入すると発表した[58]。
- 7月15日、コロナ禍で甚大な影響を受けている市内宿泊施設に対する支援策を発表。原則、豊田市民を対象に、利用料金の1／2を市が補助するというもので、2つの期間に分けて実施する。第1回の「とよた夏割」の期間は7月21日～9月30日。宿泊施設は豊田ホテル旅館組合（22施設）と足助旅館組合（13施設）の加盟事業者に限定する。予算は8,320万円。第2回の「とよた宿割」の期間は10月1日～2022年3月31日。組合非加盟の事業者や旅行事業者も含み、宿泊だけでなく日帰りプランでも利用可。予算は7億1,280万円[59][60]。11月6日からは利用対象者の範囲を全国に拡大した[61]。
- 7月16日、「豊田市ファミリーシップ宣言制度」を開始。性的少数者を含むカップルが婚姻関係と同等に扱われるだけでなく、その親や子を含めて家族として暮らすことのできる社会を目指す。ファミリーシップ宣言は中部地方では初。市は、制度の利用者を市営住宅の入居資格に加えるなどの条例改正も検討すると述べている[62]。
- 10月4日、トヨタ自動車が開発した3輪のパーソナルモビリティ「C＋walk T（シーウォークティー）」（10月1日発売）を自治体として初めて導入した。豊田スタジアムや鞍ケ池公園内の巡回管理で使用。11月からは豊田地域医療センターでの患者の移動支援に導入した[63][64]。

2022年
- 1月5日、東京五輪・パラリンピックの選手村で使われたのと同じ型の電気自動車などを、鞍ケ池公園に園内移動車両として導入し、体験型アトラクション「フォレストアドベンチャー」を同年3月にオープンすると発表した。フォレストアドベンチャーは、鞍ケ池公園の東側にある樹林地2,700平方メートルに整備する[65]。

2024年
- 4月1日
  - 子どもの医療費無償を高校生世代にまで拡大した。同事業の単年の予算規模は26億2228万円[66][67]。
  - 幼児・小学生・中学生の給食費無償化を実施した。不登校の子どもたちも対象に含まれる。同事業の単年の予算規模は19億7054万円[68][67][69]。